# Clemelis cineraria
Clemelis cineraria är en tvåvingeart som beskrevs av Robineau-desvoidy 1863. Clemelis cineraria ingår i släktet Clemelis och familjen parasitflugor.
Artens utbredningsområde är Frankrike. Inga underarter finns listade i Catalogue of Life.